# メチレンテトラヒドロ葉酸デヒドロゲナーゼ (NAD+)
メチレンテトラヒドロ葉酸デヒドロゲナーゼ (NAD+)(methylenetetrahydrofolate dehydrogenase (NAD+))は、次の化学反応を触媒する酸化還元酵素である。
5,10-メチレンテトラヒドロ葉酸 + NAD+ {\displaystyle \rightleftharpoons } 5,10-メテニルテトラヒドロ葉酸 + NADH + H+
反応式の通り、この酵素の基質は5,10-メチレンテトラヒドロ葉酸とNAD+とH2O、生成物は5,10-メテニルテトラヒドロ葉酸とNADHとH+である。
組織名は5,10-methylenetetrahydrofolate:NAD+ oxidoreductaseである。